# Danmark ved sommer-OL 2000
Danmark deltog ved Sommer-OL 2000 med 97 sportsudøvere i seksten sportsgrene i Sydney. Danmark kom på tredivtepladsen med to guld- tre sølv- og én bronzemedaljer.

## Medaljer
| 2000 Sydney | Guld | Sølv | Bronze | Total |
| Danmark     | 2    | 3    | 1      | 6     |

## Medaljevinderne
| Danmark under sommer-OL 2000 i Sydney | Danmark under sommer-OL 2000 i Sydney | Danmark under sommer-OL 2000 i Sydney | Danmark under sommer-OL 2000 i Sydney | Danmark under sommer-OL 2000 i Sydney           |
| Medaljer                              | Udøver | Sport                                 | Øvelse                                | Resultat                                        |
| ------------------------------------- | --- | ------------------------------------- | ------------------------------------- | ----------------------------------------------- |
| Guld                                  | Lene Rantala Camilla Andersen Tina Bøttzau Janne Kolling Tonje Kjærgaard Karen Brødsgaard Katrine Fruelund Maja Grønbæk Christina Roslyng Hansen Anette Hoffmann Lotte Kiærskou Karin Mortensen Anja Nielsen Rikke Petersen Mette Vestergaard Larsen | Håndbold                              | Damer                                 | 31-27 over Ungarn i finalen                     |
| Guld                                  | Jesper Bank Thomas Jacobsen Henrik Blakskjær | Sejlsport                             | Soling                                | 4-3 over Tyskland i finalen                     |
| Sølv                                  | Wilson Kipketer | Atletik                               | 800 meter løb, herrer                 | 1:45,14                                         |
| Sølv                                  | Torben Grimmel | Skydning                              | 50 meter liggende riffel, herrer      | 700,4 points                                    |
| Sølv                                  | Camilla Martin | Badminton                             | Damesingle                            | 10-13, 3-11 til Gong Zhichao fra Kina i finalen |
| Bronze                                | Victor Feddersen Søren Madsen Thomas Ebert Eskild Ebbesen | Roning                                | Letvægtsfirer uden styrmand, herrer   | 6:03,51                                         |